# Dinar He
Dinar He (kinesiska: 迪那河) är ett vattendrag i Kina. Det ligger i den autonoma regionen Xinjiang, i den nordvästra delen av landet, omkring 350 kilometer sydväst om regionhuvudstaden Ürümqi.
Genomsnittlig årsnederbörd är 103 millimeter. Den regnigaste månaden är juni, med i genomsnitt 34 mm nederbörd, och den torraste är mars, med 2 mm nederbörd.